# جورج ريتشارد إسحاق
جورج ريتشارد إسحاق (بالبولندية: George Isaak)‏ (و. 1933 – 2005 م) هو فيزيائي، من بولندا، ولد في بولندا، توفي في برمينغهام، عن عمر يناهز 72 عاماً.

## التعليم
تعلم في جامعة برمنجهام.

## جوائز
حصل على جوائز منها:
- ميدالية هرشل (1995)
- جائزة ماكس بورن  [لغات أخرى]‏ (1985).